# Bazalne kritosemenke
Bazalne kritosemenke so skupina kritosemenk, ki se je zgodaj odcepila od linije, iz katere izvira največji delež kritosemenk. Najzgodnejše, izvorne bazalne kritosemenke pogosto imenujemo skupina ANITA, mednje pa spadajo rod Amborella (z le eno vrsto grmovnice iz Nove Kaledonije), red Nymphaeales (lokvanjevci, z družino lokvanjevk, Nymphaeaceae, in nekaterimi drugimi vodnimi rastlinami) in red Austrobaileyales (lesnate in aromatične rastline, kamor uvrščamo na primer zvezdasti janež, Illicium verum).
ANITA je kratica, ki so jo avtorji izpeljali iz začetnic znanstvenih imen družin bazalnih kritosemenk, Amborellaceae, Nymphaeaceae, Illiciaceae, Trimeniaceae in Austrobaileyaceae. Nekateri strokovnjaki so ime skrajšali v tročrkovno kratico ANA, ki je izpeljanka začetnic redov bazalnih kritosemenk, Amborellales, Nymphaeales in Austrobaileyales. Priporoča se uporaba kratice ANA, kajti red Illiciales so v novejših sistemih APG skrčili na družino Illiciaceae in ga skupaj z družino Trimeniaceae uvrstili v red Austrobaileyales.
Bazalne kritosemenke združujejo le peščico sedaj živečih kritosemenk, še posebej bistvene pa so za razumevanje poteka evolucije kritosemenk in razvoja modernejših ter bolj razširjenih skupin, kot so prave dvokaličnice in enokaličnice.

## Filogenija
Točni sorodstveni odnosi med rodom Amborella in redovoma Nymphaeales ter Austrobaileyales niso poznani. Večina študij nakazuje, da sta Amborella in Nymphaeales izvirnejša taksona od Austrobaileyales, medtem ko naj bi bile vse tri skupine bolj bazalne od preostalih kritosemenk (Mesangiospermae). Molekularni dokazi zaenkrat podpirajo dve različni filogenetski drevesi. Na enem izmed obeh dreves je rod Amborella sestrska skupina drugim kritosemenkam, medtem ko pri drugem drevesu tovrstno skupino predstavlja klad, ki združuje rod Amborella in red lokvanjevcev. Po mnenju raziskovalcev in študije iz leta 2014 Amborella in Nymphaeales predstavljata najzgodnejšo linijo, ki se je prva odcepila od živečih kritosemenk. Druge raziskave podpirajo rod Amborella kot najizvirnejši takson vseh kritosemenk. Spodnja kladograma prikazujeta dve možni postavitvi bazalnih kritosemenk glede na naprednejšo skupino, Mesangiospermae (kamor spadajo prave dvokaličnice, enokaličnice, magnolidni kompleks idr.):
|  | Nymphaeales                                                          |
|  |                                                                      |
|  | \| \| Austrobaileyales \| \| \| \| \| \| Mesangiospermae \| \| \| \| |
|  |                                                                      |
|  | Austrobaileyales                                                     |
|  |                                                                      |
|  | Mesangiospermae                                                      |
|  |                                                                      |

|  | Austrobaileyales |
|  |                  |
|  | Mesangiospermae  |
|  |                  |

|  | Nymphaeales                                                          |
|  |                                                                      |
|  | \| \| Austrobaileyales \| \| \| \| \| \| Mesangiospermae \| \| \| \| |
|  |                                                                      |
|  | Austrobaileyales                                                     |
|  |                                                                      |
|  | Mesangiospermae                                                      |
|  |                                                                      |

|  | Austrobaileyales |
|  |                  |
|  | Mesangiospermae  |
|  |                  |

|  | Amborella   |
|  |             |
|  | Nymphaeales |
|  |             |

|  | Austrobaileyales |
|  |                  |
|  | Mesangiospermae  |
|  |                  |

|  | Amborella   |
|  |             |
|  | Nymphaeales |
|  |             |

|  | Austrobaileyales |
|  |                  |
|  | Mesangiospermae  |
|  |                  |

## Starejši izrazi
Paleodikote je neformalno ime, ki so ga uporabili nekateri botaniki (Spichiger & Savolainen 1997 in Leitch et al. 1998), da so z njimi opredelili vse kritosemenke, ki niso enokaličnice ali prave dvokaličnice (evdikote). Paleodikote niso deležne velike prepoznavnosti, ker ne predstavljajo monofiletske skupine. Tako sistem APG II ne prepoznava paleodikot, ampak namesto njih taksone bazalnih kritosemenk, red rogolistovcev (Ceratophyllales), družino Chloranthaceae in klad, imenovan magnolidni kompleks ali magnolide (vsebujoč redove Canellales, Piperales-poprovci, Laurales-lovorovci in Magnoliales-magnolijevci). Nadaljnje raziskave so med paleodikote uvrstile tudi družino Hydatellaceae.
Angleški termin paleoherb (dobesedno prevedeno "paleozelišče"ali "paleozel") je še en starejši izraz, ki se uporablja za kritosemenke, ki niso ne enokaličnice ne prave dvokaličnice.